# Gare de Marienthal
Gare de Marienthal – przystanek kolejowy w miejscowości Haguenau, w departamencie Dolny Ren, w regionie Grand Est, we Francji. Jest zarządzany przez SNCF i obsługiwany przez pociągi TER Grand Est.

## Położenie
Znajduje się na linii Vendenheim – Wissembourg, na km 19,526 między stacjami Bischwiller i Haguenau, na wysokości 148 m n.p.m.

## Historia
Stacja została otwarta 17 lipca 1855 przez Compagnie des chemins de fer de l’Est wraz z odcinkiem linii między Vendenheim i Haguenau.

## Linie kolejowe
- Linia Vendenheim – Wissembourg